# NGC 6592
NGC 6592 ist eine kompakte elliptische Galaxie vom Hubble-Typ E/S0 im Sternbild Drache am Nordsternhimmel. Sie ist schätzungsweise 372 Millionen Lichtjahre von der Milchstraße entfernt und hat einen Durchmesser von etwa 55.000 Lj.
Im selben Himmelsareal befinden sich u. a. die Galaxien NGC 6594, NGC 6597, NGC 6601, NGC 6607.
Das Objekt wurde am 14. Juni 1885 von Lewis Swift entdeckt.